# Позориште Добрица Милутиновић
Позориште „Добрица Милутиновић“ је културна установа регионалног значаја у Сремској Митровици. Позориште „Добрица Милутиновић“ у Сремској Митровици смештено је у здање Српског дома. у самом срцу старог дела града, једино је професионално позориште у Срему и члан је Заједнице професионалних позоришта Војводине. Име добило по познатом српском глумцу - Добрици Милутиновићу.

## Историјат
Иако нема званичних доказа може се прилично сигурно утврдити да је на тлу Сремске Митровице било позоришног живота још у старо, римско доба. Зато се може рећи да је Позориште „Добрица Милутиновић“, мада установљено тек после Другог светског рата, настало је на традицији позоришног живота Сремске Митровице, старој више векова и представља једну од најзначајнијих вредности грађанске културе друге половине 19. века и прве половине 20. века.
Први познати траг аматерског позоришног живота у Сремској Митровици забалежен је 1842. године, када је приказан комад „Кнез Лазар“. Такође су и револуционарни догађаји 1848/49. године у Аустрији и скупљање помоћи за Србе из крајева пострадалих у сукобима били непосредан повод за обнову позоришног живота у граду.
Позоришни живот у граду развијао се пре свега захваљујући утицају Српског народног позоришта из Новог Сада, које је у овом граду први пут гостовало 1864. године, три године након оснивања. На позоришни живот у Сремској Митровици, утицала су и друга позоришта, као на пример позориште из Осјека.
По оснивању Српске грађанске читаонице, данашње градске бибилотеке, која је званично отпочела са радом 1866. године настала су певачка, позоришна и спортска удружења, створено је аматерско позориште, чије је рад био базиран на јединству српских и хрватских аматера. Први равнатељ позоришног друштва био је Коста Трумић. Аматерко позориште је постојало и током два светска рата.
Тек после Другог светског рата у граду било образовано прво професионално позориште. Крајем 1944. године Уметничка екипа Народноослободилачког одбора за Срем прешла је из Босутских шума у Сремску Митровицу, почела да игра представе, чиме се оснива прво Позориште на тлу Војводине. Представе су одиграване у сали „Српског дома“ који је бројао 418 места и још 300 места за стајање. У лето 1946. године ова Уметничка екипа званично је променила назив у Окружно народно позориште у Сремској Митровици. Најистакнутији чланови професионалног глумацког амсамбла тих првих година били су Мира Миладиновић, Вилма Михаљевић и Иво Микулић који је уједно и режирао већину представа. Почетком 1948. године позориште мења назив у Градско народно позориште у Сремској Митровици. У овом периоду глумачком ансамблу се придружила и млада глумица Мирјана Јовановић-Бањац, која касније постаје врло чувена и популарна уметница у земљи. Тешкоће рада Позоришта у малом граду дошле су до изражаја крајем 1951. године када оно привремено престаје са радом. Обновљени глумачки ансамбл поново је почео са радом 4. октобра 1952. године под називом Сремско народно позориште. У ансамблу је била група младих глумаца, који су стекли одређене стручне школске квалификације: Небојша Комадина, Младен Брандолица, Живомир Јоковић и Илија Слијепчвић. Овај период одликује се зрелошћу репертоарске политике, а за резултат који се остварује на сцени позориште је добијало неподељена признања у тадашњој позоришној критици.
Међутим 1955. године стање се нагло изменило. Среске благајне биле су готово празне и сва позоришта су очекивала да их на дотирање преузму покрајински органи, за шта није било реалних могућности. Тако је не кратко време прекинута професионална позоришна активност у Сремској Митровици. Од тада, у њему се окупљају глумци-аматери, а искусни глумац Жарко Вујков учи их племенитој позоришној вештини. Исте јесени почиње са радом Аматерско позориште у Сремској Митровици, које 1974. године добија име „Добрица Милутиновић“. Данас се Позористе „Добрица Милутиновић“, у знак сећања и поштовања, увек прикључује додели Добрициног прстена, доделом плакете која је рад вајара Воје Солдатовића.
Године 1984. сопственим залагањем и уз помоћ друштвених устанива и појединаца свечано је обновљена зграда позоришта, а 1989. године Позориште „Добрица Милутиновић“ у Сремској Митровици добија професионални статус. Када је 1989. године Позориште поново добило професионални статус стекли су се услови да мада без професионалног глумачког ансамбла уради низ запажених представа. Међу њих треба убројати: „Сеобно платно српско“ са Раском Тадићем и Анђелком Миливојевић, „Крај викенда“ са Горданом Лукић и Мишом Јанкетићем, „Крваву тету“ са Ружицом Сокић и Драганом Максимовићем, „Сава Шумановић“, режија Саша Латиновић, "Столице" са Евом Рас и Властимиром Ђузом Стојиљковићем у режији Радослава Миленковић.
Позориште "Добрица Милутиновић" је било домаћин Суртета професионалних позоришта Војводине у два наврата 1993. и 1998. године.

## Позориште данас
Од тада се рад позоришта одвија уједначеним континуитетом, самостално или у сарадњи са другим културним установама из града, региона, земље и иностранства. То је довело до тога да Позориште буде домаћин многим чувеним именима домаћег глумишта.
Позориште данас има Омладински студио где се деца и млади спремају за своје велике сценске успехе. Позориште „Добрица Милутиновић“ из Сремске Митровице поред сарадње коју има са позориштима и културним установама из земље сарађује и са установама које су својим деловањем отворене према свим видовима образовања и помоћи друштву у свим његовим сферама од екологије до заштите људских права.
Позориште "Добрица Милутиновић" је 2013. године ступило и на међународну театарску сцену извођењем представе "Раскол Родиона Романовича" у режији Драгана Јовичића-Јовића и извођењу Јелене Јанковић и Владимира Балашћака на међународном фестивалу "Човек - театар" у Чељабинску у Руској федерацији. То није први пут да Позориште гостује у иностранству. Улична представа "Commedia dell'аrte" путовала је широм Европа крајем 80-тих година, а 2001. године представа "Столице" у режији Радослава Миленковића и извођењу Еве Рас и Бластимира Ђузе Стојиљковића гостовала је у Шведској.
Дана 27. марта 2015. године Позориште "Добрица МИлутиновић" је обележило 70 година постојања. Редитељ Свечане академије био је Филип Гајић, Академију је отворила Мира Бањац, а учествовали су скоро сви митровачки глумци старије и новије генерације, Душанка Анојчић, Владимир Балашћак, Гордана Лукић, Александар Крстајић, Звонко Беднар, Стефан Тајбл, итд. као и многи уметници, друшта и хорови са подручја Града. Свечаној академији је претходио позоришни карневал улицама Сремске Митровице, што је био својеврстан догађај за Град.
Велика и најопсежнија реконструкција ове позоришне зграде је трајала од новембра 2023. до новембра 2024. године.
Септембра 2024. за в.д. директорке Позоришта је именована Светлана Миловановић, професор српско-хрватског језика и југословенских књижевности и градоначелница Сремска Митровице у периоду од 2020. до 2024. године.